# Cruzados (guerrilheiros)
Os Cruzados (em croata:  Križari, também conhecido como Škripari) foi um exército guerrilheiro anticomunista croata pró-Ustaše. As suas atividades começaram após a capitulação do regime genocida do Estado Independente da Croácia em maio de 1945, no final da Segunda Guerra Mundial. As atividades dos Cruzados terminaram em 1950. 

## Durante a Segunda Guerra Mundial
A liderança do Estado Independente da Croácia preparava-se para as grandes batalhas iminentes contra os Partisans Iugoslavos que foram reforçados em 1944 pelo Exército Vermelho. Eles queriam estabelecer uma frente na linha Varaždin–Koprivnica–Sisak–Petrinja– Karlovac. Eles também queriam estabelecer um exército guerrilheiro que lutasse atrás das linhas de frente. Esta força de guerrilha também lutaria, se necessário, contra os britânicos, americanos e soviéticos. Durante a penúltima reunião do Quartel-General Principal de Ustaše, foi discutido se deveria ser criado um exército guerrilheiro e, em caso afirmativo, como esse exército lutaria. Um plano para mover o exército croata através da Bósnia já foi aceite quando Ante Pavelić ordenou a retirada do exército através da Eslovênia em direção à Áustria (na altura na zona de ocupação britânica). 
Os preparativos para a guerra de guerrilha começaram em 1943, quando os alemães formaram a Jagdverbände. Essas formações usaram as mesmas táticas dos guerrilheiros que lutaram contra elas. Os trabalhos de estado-maior, isto é, planejamento, logística, trabalho técnico e treinamento, foram executados por especialistas do exército alemão, enquanto os Ustaše forneciam a mão de obra. As unidades de guerrilha foram denominadas S-Units (S Skupine). Devido à capitulação italiana, o plano foi implementado em 1944, e em 1945 o plano incluía todo o então território croata. As ações da guerrilha croata contra os guerrilheiros iugoslavos não foram notáveis durante a guerra, mas influenciaram o combate de guerrilha no pós-guerra. Pessoas notáveis que trabalharam com as S-Units foram Vjekoslav Luburić, Ljubo Miloš e Dinko Šakić.
Independentemente disso, a maioria das Forças Armadas do Estado Independente da Croácia e um grande número de membros Ustaše recuaram em direção às fronteiras austríaca e italiana. 

## Após o restabelecimento da Iugoslávia
Os soldados que regressaram do estrangeiro em meados de 1945 atuaram em pequenos grupos desorganizados, o que constituiu a base para futuras forças de guerrilha.

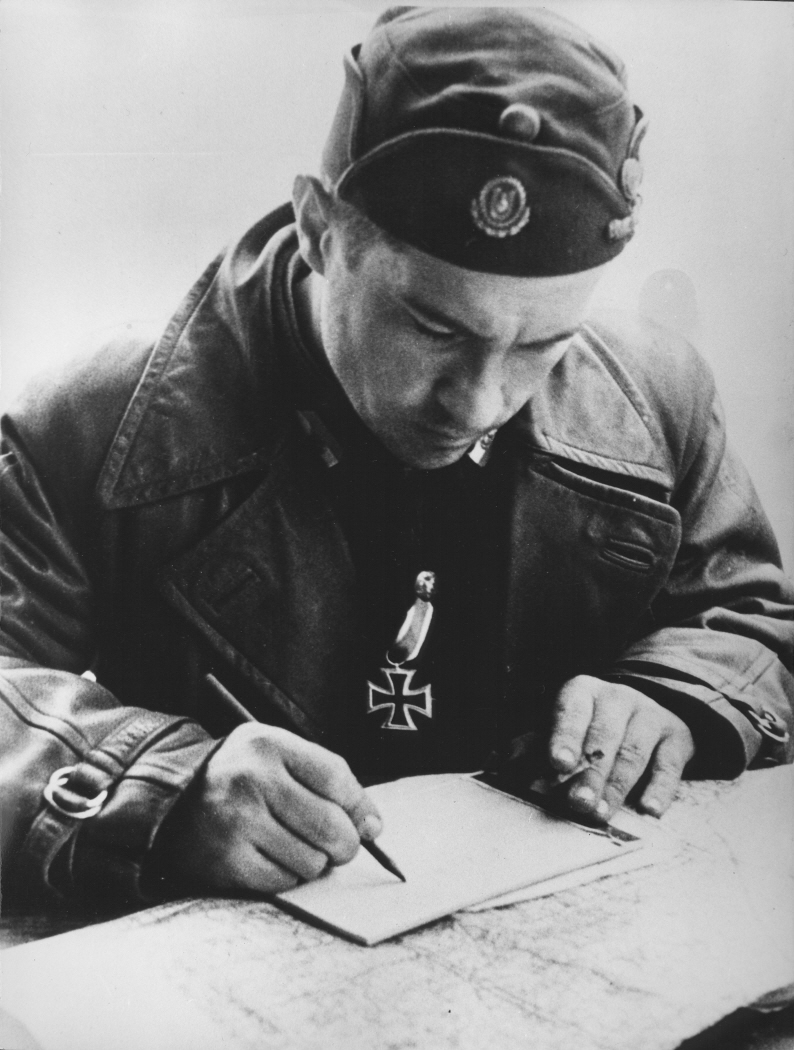
Vjekoslav "Maks" Luburić era o comandante dos Cruzados

Os cruzados na Croácia e na Bósnia e Herzegovina eram em sua maioria ex-membros das Forças Armadas do NDH, principalmente Ustaše, mas também da Guarda Nacional Croata, membros das antigas divisões de legionários croatas da Wehrmacht e membros não militares de Ustaše. 
O historiador croata Zdravko Dizdar descreve os cruzados principalmente como soldados e outros indivíduos associados ao exército NDH que passaram à clandestinidade por medo de suas vidas, porque os guerrilheiros haviam contratado recursos significativos do OZNA para rastreá-los, o que levou a suas execuções sumárias, execuções judiciais., ou longas penas de prisão.  Quaisquer associados conhecidos dos cruzados eliminados, principalmente seus parentes, também eram frequentemente alvo do aparato militar e político. 
Apesar do nome, os Cruzados não eram um movimento religioso. A religião era uma bandeira que eles usavam para se distinguir dos comunistas ateus. A maioria dos apoiantes dos Cruzados eram católicos , mas também havia muitos membros muçulmanos, incluindo o comandante dos Cruzados em Sarajevo, Hasan Biber . Afirmaram também que os partisans iugoslavos eram um movimento anti-croata sérvio. Houve também apoio aos Cruzados em comunidades de emigrantes anticomunistas, especialmente em Espanha, Argentina, Canadá, Estados Unidos e Alemanha Ocidental. 
O Departamento de Segurança do Estado Iugoslavo (UDBA) culpou o Partido Camponês Croata (HSS, também chamado de Mačekovci) e o clero católico pela criação dos Cruzados. A UDBA afirmou que o nome "Cruzados" foi cunhado em junho de 1945, quando se juntaram elementos restantes das Forças Armadas Croatas e a parte clerical do HSS. A UDBA afirma que os restos mortais dos bandidos Ustaše sob a proteção de uma Carta Pastoral receberam o nome de "Cruzados". A insígnia dos Cruzados era o brasão croata com a cruz branca, ou o sinal Ustaše com o "U" substituído por uma cruz branca. Sua bandeira era a tricolor croata com o slogan "Pela Croácia e Cristo Contra os Comunistas" ("Za Hrvatsku i Krista protiv komunista") de um lado, e "Neste sinal conquistarás" ("U ovom ćeš znaku pobijediti") no o outro. Os guerrilheiros croatas foram chamados de vários nomes: Cruzados (križari), Espeleólogos (Špiljari), Škripari, Kamišari, Jamari, Šumnjaci, até mesmo Partisans Brancos (bijeli partizani). O nome "Cruzados" foi usado universalmente, enquanto os outros nomes foram usados regionalmente. 

## Atividades
No verão de 1945, após a sua completa dispersão, os Cruzados começaram a organizar-se, unir-se e formar fortalezas. A principal força cruzada estava no sul da Dalmácia, mas também havia uma forte presença em Banija, nas áreas ao redor de Karlovac, em Lika e no norte da Dalmácia. Os cruzados envolveram-se em ações de grande escala nessas áreas. 
As táticas dos cruzados incluíram o assassinato de funcionários comunistas iugoslavos, membros do Partido Comunista e soldados iugoslavos; desarmamento de soldados e policiais iugoslavos; roubo dos apoiantes do governo comunista, ataques a coletivos, destruição de propriedade estatal e perturbação dos transportes. 
O novo governo comunista na Iugoslávia começou a se concentrar nos Cruzados em julho de 1945. Temiam a possibilidade de este grupo trazer o regresso dos “60.000 Ustaše que esperam de Veneza a Trieste”. O governo iugoslavo declarou anistia em agosto e setembro de 1945. Um grande número de cruzados respondeu. Esta anistia foi estendida a todos, exceto Ustaše, membros do Corpo de Cavalaria Cossaco, apoiadores de Dimitrije Ljotić (ljotićevci), oficiais do NDH que comandavam unidades de tamanho de batalhão ou maiores, informantes, membros da Kulturbund e todos aqueles que haviam escapado da Iugoslávia. 
Os métodos violentos tinham prioridade. A formação de seção de mandados era comum, eles bloqueariam o terreno para formar emboscadas. O Departamento Iugoslavo para a Proteção do Povo (OZNA) instalou grupos especiais vestidos como cruzados e agentes em unidades dos cruzados. Os membros instalados do OZNA trariam grupos Crusader com seus grupos (outros grupos OZNA instalados). Os cruzados receberam anistia se ajudassem na detecção, captura e assassinato de seus camaradas. De acordo com diversos depoimentos, essas garantias não foram honradas. Em 1946 e 1947, o OZNA passou a atuar em concertação com os habitantes locais. Muitos cruzados foram sumariamente executados como exemplo para outros. Os que foram julgados foram condenados a longas penas de prisão, enquanto os líderes dos grupos cruzados foram punidos com a morte. A condenação mais dramática foi a deportação da família de alguns cruzados e dos seus simpatizantes, ou de aldeias inteiras. Os lugares para onde o OZNA os moveu foram principalmente ilhas do Adriático. Membros das famílias dos Cruzados também foram confinados em prisões ou campos. 
As atividades coordenadas da OZNA, do Corpo de Defesa Popular da Iugoslávia (KNOJ) e do Exército Popular Iugoslavo (JNA) no inverno de 1945/46, um grande número de cruzados que alistaram fugitivos de prisões e campos foram destruídos. Em 1946, os Cruzados tornaram-se mais fortes no norte da Croácia, enquanto no sul o seu poder diminuía. As autoridades jugoslavas ficaram divididas entre o desejo de eliminar os Cruzados e a sua recusa em admitir que foram forçadas a levar os Cruzados a sério. Na imprensa e no rádio, os Cruzados quase nunca foram mencionados. Só foram mencionados durante os julgamentos dos cruzados ou julgamento de Aloísio Stepinac. Em março de 1946 o líder dos Chetniks, Draža Mihailović foi capturado. Em julho do mesmo ano, o presidente do Governo da República Popular da Croácia, Vladimir Bakarić afirmou que destruiriam os guerrilheiros dentro de um mês se os Cruzados não fossem ajudados pela Áustria e pela Itália. 
Durante 1946, os Cruzados lançaram alguns grandes ataques. Um ocorreu na montanha Velebit, onde 10 soldados do JNA foram mortos. Este ataque é considerado o ataque dos Cruzados de maior sucesso. Contra isso, 840 cruzados foram mortos neste ano e apenas 540 permaneceram em serviço na Croácia. 
O governo iugoslavo investiu grandes esforços para renovar edifícios residenciais e comunicações. As organizações do Partido Comunista, encarregadas de impedir a propagação do derrotismo e da desmoralização, ainda relataram conflitos entre croatas e sérvios. Os comunistas estavam preocupados com o pequeno número de croatas no Partido Comunista. Durante os primeiros três anos do seu governo, o Partido Comunista eliminou toda a oposição possível e os líderes dos seus oponentes foram presos. 
Em 1947, quase todos os grupos de cruzados foram destruídos e 836 cruzados foram mortos ou capturados. Naquele ano, os cruzados mataram 38 pessoas, das quais 5 eram soldados, e feriram 14 pessoas, das quais 2 eram soldados. O recrutamento dos cruzados ocorreu entre 10 e 15 anos. Cerca de 2.000 dos colaboradores mais ativos dos Cruzados foram capturados. Os Ustashas exilados na Áustria e na Itália espalharam relatórios exagerados sobre o número e as atividades dos cruzados. As condições na Croácia em meados de 1947 foram descritas em relatórios dos oficiais Ustaše Ljubo Miloš e Ante Vrban. Eles entraram ilegalmente na Iugoslávia vindos da Áustria com a intenção de unir grupos cruzados. Eles relataram "o apoio esmagador que lhes é dado à população e que a Croácia e a emigração croata em breve levarão a mundos separados se nada for feito". No entanto, a UDBA rapidamente capturou Vrban e Miloš e utilizou-os para atrair oficiais superiores e políticos de volta ao país, enviando informações falsas, para que pudessem prendê-los. 
No início de julho de 1948, nenhum grupo guerrilheiro era mencionado nos registros iugoslavos. A informação de que ainda havia 67 guerrilheiros foi ignorada, pois a maioria deles estava inativa. Num documento foi relatado que em 1948, 243 cruzados foram mortos, capturados ou rendidos. Sem o apoio do povo, os Cruzados ficaram desmoralizados e se renderam. Os sobreviventes recorreram ao crime. Os líderes comunistas continuaram a equiparar o HSS e o clero católico aos Cruzados. O embaixador britânico informou que o número de guerrilheiros havia diminuído para algumas centenas em fevereiro de 1950. 
Embora tenha havido uma tentativa de fundar um novo grupo de cruzados em 1952 perto de Našice, ficou claro que a sua existência como um movimento ativo estava no fim. Eventualmente, os membros restantes dos Cruzados se renderam ou se esconderam, alguns permanecendo na clandestinidade até meados da década de 1960. Com o fim dos Cruzados, o último sinal de resistência armada Ustaše ao comunismo na Croácia desapareceu. 
O líder dos Cruzados era um ex-general croata, Vjekoslav Luburić, e possivelmente também Rafael Boban, com quem há rumores de que lutou com os Cruzados até 1947, quando morreu. 
Embora o governo Comunista da República Socialista Federativa da Iugoslávia, especialmente através do Departamento para a Proteção do Povo (OZNA) e do Departamento de Segurança do Estado (UDBA) tenha lutado impiedosamente contra os Cruzados e seus simpatizantes, algum nível de resistência armada ao regime comunista iugoslavo por parte dos nacionalistas croatas continuou muito depois do fim da Segunda Guerra Mundial. As atividades incluíram ações individuais, mas também ataques mais complexos, como a introdução do Grupo Bugojno em 1972, bem como ataques no exterior, como o tiroteio na embaixada iugoslava na Suécia em 1971 e o subsequente sequestro do Voo Scandinavian Airlines System 130.